# Politikmarketing
Unter Politikmarketing versteht man die wählerorientierte Entwicklung und Vermarktung der Politik einer politischen Partei (vgl. Ufert 2006).
Das Politikmarketing ist im Gegensatz zu einer Kampagne oder einem einzelnen Wahlkampf langfristig angelegt.
Unter Beachtung von Wahlverhalten (vgl. z. B. Rational-Choice-Ansatz, Ann Arbor-Modell oder Cleavage-Theorie), Wählerzielgruppen und den Aktivitäten konkurrierender Parteien gilt es aus Partei, Wahlprogramm und Kandidat(en) ein Politikangebot zu formen. Um dieses zu vermarkten, stehen – je nach Autor – unterschiedliche Marketinginstrumente zur Auswahl (z. B. Gegenleistungs-, Distributions-, Kommunikations- oder Servicepolitik).